# Noé Reinhardt
Noé Reinhardt (* 16. Februar 1979) ist ein französischer Gitarrist des Gypsy-Jazz.
Reinhardt spielte sehr früh mit seinem Cousin David Reinhardt; er gründete mit ihm und Samy Daussat das David Reinhardt Trio. Im Jahr 2004 erschien auf dem Label Cristal Records ein erstes Album mit ihm und dem David Reinhardt Trio.
Seit 2008 ist Noé Reinhardt auf den (bis 2018 drei) Alben der Formation Selmer # 607 vertreten, zu denen er eigene Kompositionen wie z. B. Evans Hair beisteuerte. 2011 veröffentlichte er ein Album unter eigenem Namen mit dem Titel Eleven Standards bei dem Label Ouest, auf dem ihn Benjamin Henocq (Schlagzeug) und Jérôme Regard (Kontrabass) begleiteten. Auch hat er zum Album Une Histoire en Cours beigetragen.